# Římskokatolická farnost Hladké Životice
Římskokatolická farnost Hladké Životice je farnost římskokatolické církve v děkanátu Bílovec ostravsko-opavské diecéze.
Jedinou obcí náležející k farnosti byla vždy vesnice Hladké Životice. Farním kostelem je barokní kostel svatého Mikuláše.

## Historie
Kostel a farnost v Hladkých Životicích se zmiňují v roce 1337, kdy byl zdejším farářem Albert. Poté však o ni chybějí zprávy a předpokládá se, že zanikla v dřevěném katolickém kostelíku sloužili mše řeholníci z fulneckého augustiniánského kláštera; namísto toho se zde zřejmě rozšířilo luteránství a na přelomu 16. a 17. století zde působila i Jednota bratrská. Ve vsi tehdy stával i zřejmě poměrně velký kamenný kostel Jednoty bratrské, kde kázal v době svého fulneckého působení i Jan Ámos Komenský a kam chodili věřící z Kujav, Suchdolu, Stachovic, Kletného a snad i Kunína.
Od třicetileté války byly Hladké Životice přifařeny ke Kujavám. Starý dřevěný kostel byl z podnětu kujavského faráře Johanna Ignaze Göbela roku 1686 nahrazen barokní zděnou novostavbou, postavenou především nákladem fulneckého augustiniánského kláštera jako patrona. Samostatná duchovní správa byla v Hladkých Životicích až v rámci josefinských reforem církevní správy. Tehdy byl augustiniánský klášter ve Fulneku zrušen a jeho majetek včetně filiálních kostelů a záduší převzala náboženská matice. Ta v Hladkých Životicích roku 1784 zřídila lokální kuracii, jejímž prvním správcem se stal bývalý fulnecký augustinián Johann Baumann (do roku 1792). Ve 2. polovině 19. století byla kuracie povýšena na farnost.
Patronát nad farností držela od zřízení trvale náboženská matice.
V roce 1859 žilo ve farnosti 914 obyvatel, vesměs římských katolíků.V roce 1930 žilo ve farnosti 1107 obyvatel, z čehož 1028 (93 %) se přihlásilo k římskokatolickému vyznání.
Farnost je součástí bíloveckého děkanátu od svého založení a spolu s ním náležela do roku 1996 k arcidiecézi olomoucké, od uvedeného roku pak k nově vytvořené diecézi ostravsko-opavské.
V současnosti (2020) farnost spravuje administrátor P. Mgr. Bc. Martin Sudora.

## Bohoslužby
| Kostel                  | Místo           | Bohoslužba (den)                                 | Hodina           | Poznámka     |
| ----------------------- | --------------- | ------------------------------------------------ | ---------------- | ------------ |
| kostel svatého Mikuláše | Hladké Životice | pondělí úterý středa čtvrtek pátek sobota neděle | 18.00 8.00 10.30 | farní kostel |

## Životičtí faráři
Duchovní správci v Hladkých Životicích od roku 1784:
- 1785–1792 Johann Baumann
- 1792–1796 Ferdinand Rößner
- 1796–1802 Johann Bayer
- 1802–1803 Johann Schöneich, administrátor
- 1803–1808 Franz Eichler
- 1809–1812 Joseph Kunz
- 1818–1818 Thomas Wießner
- 1818–1835 Heinrich Ferl
- 1836–1856 Johann Hoffmann
- 1857–1865 Johann (Joseph?) Reimann
- 1865–1875 Joseph Rose
- 1875–1884 Alois Hlawatsch
- 1884–1897 Alois Reichel
- 1898–1910 Jakob Hanisch
- 1911–1922 Jan Poštulka
- 1922–? Heinrich Illichmann
- ?–1929 Johann Preissler, administrátor
- 1929–1939 Alois Umlauf
- 1940 Calistus Birke, Wolfram, Prohaska, administrátoři
- 1940–1946 Johann Richter
- 1947–1948 různí administrátoři
- 1948–1959 Robert Chovanec
- 1959–1962 Antonín Dominik
- 1962–1965 František Navrátil
- 1965– dosud (2013) Hubert Šula